# Bourbévelle
Bourbévelle ist eine Gemeinde im französischen Département Haute-Saône in der Region Bourgogne-Franche-Comté.

## Geographie
Bourbévelle liegt auf einer Höhe von 250 m über dem Meeresspiegel, elf Kilometer nordnordöstlich von Jussey und etwa 37 Kilometer nordnordwestlich der Stadt Vesoul (Luftlinie). Das Dorf erstreckt sich im äußersten Nordwesten des Departements, leicht erhöht am südlichen Talrand der Saône, nördlich der Hügel des Waldgebietes Bois Saint-Julien.
Die Fläche des 5,37 km² großen Gemeindegebiets umfasst einen Abschnitt im Bereich des oberen Saônetals. Die nördliche und östliche Grenze verläuft meist entlang der Saône, die hier mit mehreren Windungen durch eine rund zwei Kilometer bveite Alluvialniederung nach Südosten fließt. Die Talaue liegt durchschnittlich auf 225 m und wird überwiegend landwirtschaftlich genutzt. Vom Flusslauf erstreckt sich das Gemeindeareal südwärts über die Talaue auf das angrenzende Plateau von Bourbévelle (280 m) und bis auf die bewaldeten Höhen des Bois Saint-Julien. Hier wird mit 315 m die höchste Erhebung von Bourbévelle erreicht. In geologisch-tektonischer Hinsicht besteht das Gelände aus einer Wechsellagerung von sandig-mergeligen und kalkigen Sedimenten, die zur Hauptsache während der Lias (Unterjura) abgelagert wurden. An einigen Orten tritt Muschelkalk aus der Trias zutage.
Nachbargemeinden von Bourbévelle sind Jonvelle im Westen und Norden, Montcourt und Corre im Osten sowie Aisey-et-Richecourt und Villars-le-Pautel im Süden.

## Geschichte
Überreste eines gallorömischen Siedlungsplatzes zeugen von einer frühen Besiedlung des Gebietes. Urkundlich erwähnt wird Bourbévelle unter den Namen Worbecivilla, Vorbelville, Vorbéville und Borbévelle. Im Mittelalter gehörte Bourbévelle zur Freigrafschaft Burgund und darin zum Gebiet des Bailliage d’Amont. Es bildete seit 1152 ein Lehen, das der Herrschaft Jonvelle unterstellt war. Zusammen mit der Franche-Comté gelangte das Dorf mit dem Frieden von Nimwegen 1678 definitiv an Frankreich. Heute ist Bourbévelle Mitglied des Gemeindeverbandes Hauts du Val de Saône.

## Sehenswürdigkeiten
Die einschiffige Dorfkirche St. Martin in Bourbévelle, die ursprünglich aus dem 13. Jahrhundert stammt, wurde im 18. Jahrhundert weitgehend neu erbaut und besitzt reiches Mobiliar aus dem 17. und 18. Jahrhundert. Eine ehemalige Mühle an der Saône dient mittlerweile als Wohnhaus. Das Lavoir, das einst als Waschhaus und Viehtränke diente, stammt aus dem 19. Jahrhundert.

Kirche St. Martin in Bourbévelle
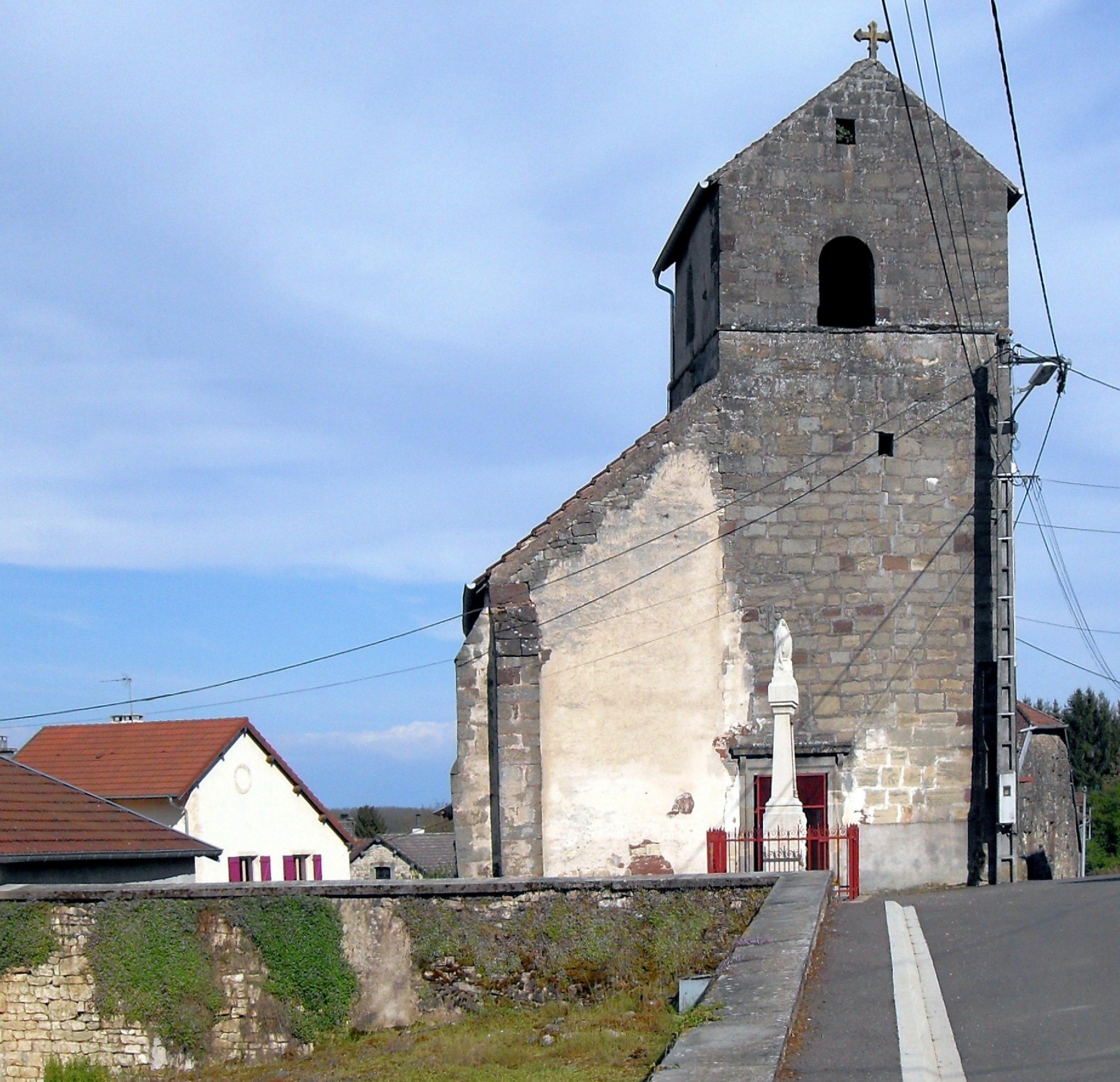
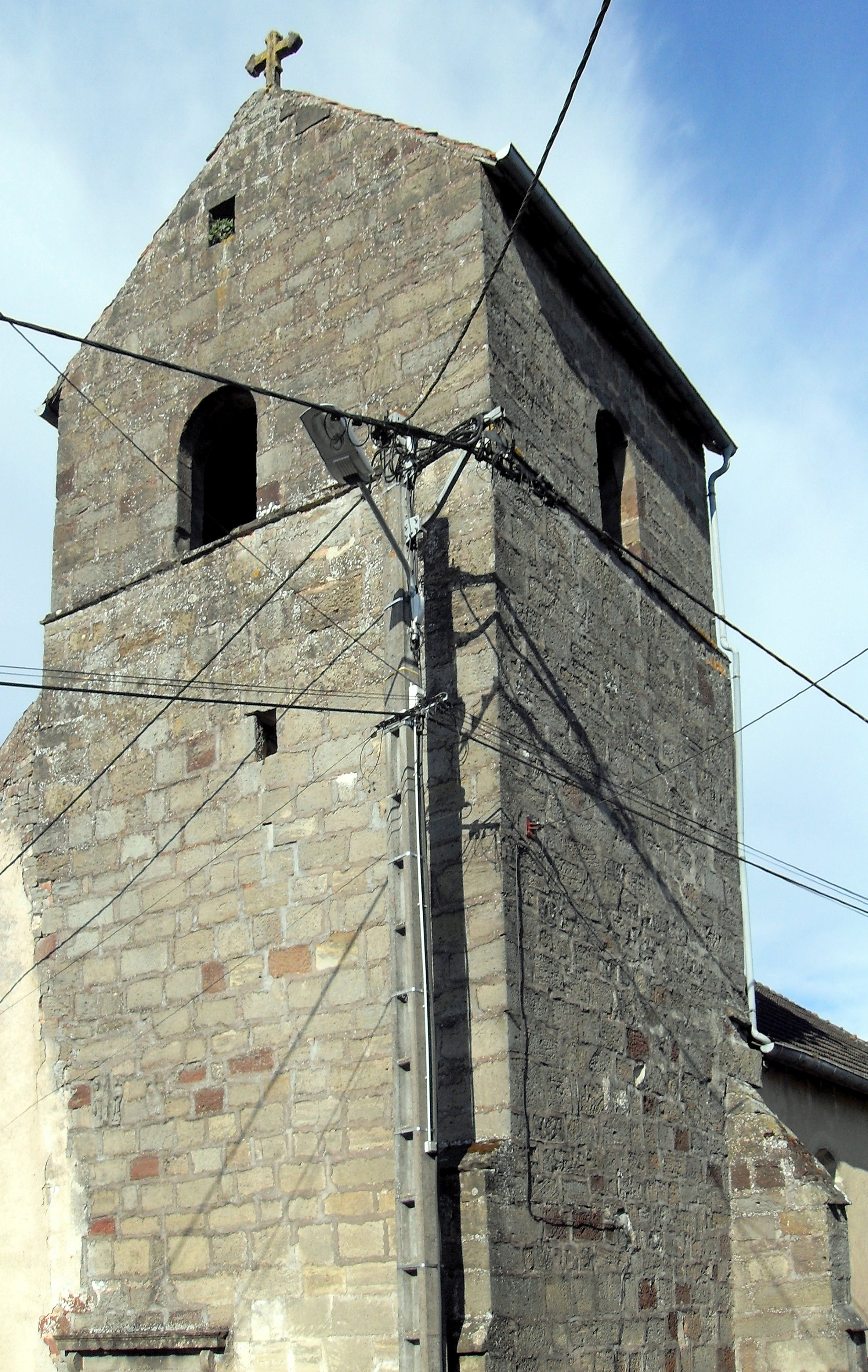

## Bevölkerung
| Jahr                       | 1962 | 1968 | 1975 | 1982 | 1990 | 1999 | 2006 | 2018 |
| Einwohner                  | 127  | 138  | 143  | 119  | 97   | 80   | 78   | 75   |
| Quellen: Cassini und INSEE |      |      |      |      |      |      |      |      |

Mit 75 Einwohnern (1. Januar 2022) gehört Bourbévelle zu den kleinsten Gemeinden des Départements Haute-Saône. Während des gesamten 20. Jahrhunderts nahm die Einwohnerzahl ab (1881 wurden noch 319 Personen gezählt).

## Wirtschaft und Infrastruktur
Bourbévelle ist noch heute ein vorwiegend durch die Landwirtschaft (Ackerbau, Weinbau und Viehzucht) geprägtes Dorf. Außerhalb des primären Sektors gibt es nur wenige Arbeitsplätze im Ort. Viele Erwerbstätige sind deshalb Wegpendler, die in den größeren Ortschaften der Umgebung ihrer Arbeit nachgehen.
Der Ort liegt abseits der größeren Durchgangsachsen an einer Departementsstraße, die von Montcourt nach Villars-le-Pautel führt. Eine weitere Straßenverbindung besteht mit Jonvelle.